# Gustav Casmir
Oscar Gustav Casmir (Berlino, 5 novembre 1874 – 2 ottobre 1910) è stato uno schermidore tedesco, vincitore di due medaglie d'oro e due d'argento nella scherma ai giochi intermedi di Atene del 1906 (non riconosciuti dal CIO).
È lo zio di Erwin Casmir.